# Louis Chevreuil
Pour les articles homonymes, voir Chevreuil (homonymie).
Louis Chevreuil (Rennes, 1627- Ayutthaya, 10 novembre 1693) est un prêtre des Missions étrangères de Paris.

## Biographie
Bachelier de la Sorbonne, il entre aux Missions Étrangères et part de La Rochelle pour le Siam en mars 1661 avec François Pallu. Il arrive à Faifoo en Annam le 24 juillet 1664. Vicaire général de Cochinchine, après l'exécution de quarante-trois convertis, il doit fuir et gagne le Cambodge (1666). Arrêté par les Portugais (1670), il est alors emprisonné à Macao pour hérésie.
Libéré, il revient au Siam en 1673.
Chevreuil est connu pour avoir été un des premiers à donner une description d'Angkor.